# Metaprionota
Metaprionota là một chi bướm đêm thuộc họ Erebidae.